# Lepisorus bampsii
Lepisorus bampsii là một loài dương xỉ trong họ Polypodiaceae. Loài này được Zink mô tả khoa học đầu tiên năm 1993.
Danh pháp khoa học của loài này chưa được làm sáng tỏ. 